# Вилхелм Улрих фон Тун
Филип Вилхелм Улрих фон Тун (на немски: Philipp Wilhelm Ulrich von Thun; * 10 септември 1784, Зекериц, Мекленбург-Предна Померания; † 30 ноември 1862, Шлемин, Мекленбург-Предна Померания) е сухопътен офицер на шведска и пруска служба, накрая като генерал-лейтенант. Той е дипломат, пруски пратеник в Русия, Хесен и Вюртемберг.

## Биография
Той е син на Ото Хайнрих фон Тун и Трибом, канцлер на Шведска Померания, и съпругата му Луиза фон Лепел.
На 18 години Вилхелм Улрих е приет в тело-хранителния регимент на кралицата в Щралзунд. През 1804 г. започва да следва в университета в Гьотинген. През 1806 г. той се връща в своя регимент.
През 1808 и 1809 г. участва във войната във Финландия и през 1810 г. се връща с регимента обратно. От 1811 до началото на 1813 г. той се крия от шведите. След това е изпратен с послание до шведския тронпринц принц Карл XIV Йохан (Бернадоте), който го прави свой адютант. Вилхелм Улрих го придружава в походите през 1813 и 1814 г. Той участва в походите срещу Дания и в Белгия и придружава тронприца в Париж. След това тръгва с шведската войска за Норвегия, а по-късно е извикан в Стокхолм.
След даването на Шведска Померания на Прусия през 1815 г. му се разрешава да напусне шведската военна служба. Той става майор в пруската войска. През 1821 г. е изпратен като пруски военен посланик в Санкт Петербург. Той придружава руския цар Николай I, който го прави през 1828 г. на полковник-лейтенант във войната срещу турците (1828 – 1829).
През 1829 г. Вилхелм Улрих става адютант на пруския крал Фридрих Вилхелм III, който го извиква при себе си през 1830 г. През 1832 г. е повишен на полковник. През 1837 г. той е пруски пратеник в Касел. През 1839 г. е повишен на генерал-майор и една година е с фамилията си в Италия. През 1845 г. той е пратеник в Щутгарт и през 1846 г. е повишен на генерал-лейтенант.
През 1851 г. той напуска службата си и отива в Шлемин, който е наследил през 1838 г. от чичо му Карл Лудвиг фон Тун. Той умира на 1. адвент 30 ноември 1862 г. в Шлемин в кръга на фамилията си.

## Фамилия
Вилхелм Улрих фон Тун се жени 1831 г. за Матилда фон Зенден (1802 – 1854), дъщеря на хесенския посланик в Берлин Карл фон Зенден. Те имат две дъщери:
- Елизабет Фридерика Луиза Хенриета Емма Каролина фон Тун (* 22 август 1833, Берлин; † 6 февруари 1900), омъжена на 5 ноември 1853 г. в Шлемин за граф Болко фон Щолберг-Вернигероде (* 1 януари 1823, Шлемин; † 9 декември 1884, Ментоне), син на граф Антон фон Щолберг-Вернигероде (1785 – 1854). Бракът е бездетен.
- Емма Каролина Хенриета фон Тун цу Алтенхаген (* 10 юни 1824, Берлин; † 18 май 1900, Алтенхаген), омъжена I. на 21 юни 1856 г. в Шлемин за граф Йоханес фон Щолберг-Вернигероде (* 6 февруари 1811, Нойдорф; † 20 юли 1862, Алтенхаген), II. 1865 г. за граф Ото фон Золмс-Рьоделхайм-Асенхайм (* 5 юни 1829, Асенхайм; † 31 август 1904, Алтенхаген)[3]